# Strange But True
『Strange But True』（ストレンジ・バット・トゥルー）は、SIONが1989年3月15日にBAIDIS（テイチク）からリリースした、4枚目のオリジナル・アルバム。

## 解説
約1年ぶりのオリジナル・アルバム。
初の2枚組で、「Strange Side」はニューヨークで現地ミュージシャン、「True Side」は東京で自身のバックバンドと録音。

## リリース変遷
2004年3月24日に再発。
2008年8月27日、紙ジャケット・リマスタリング仕様で再々発（現在は廃盤）。

## 収録曲

### Strange Side
1. 役立たずの風車 (4:35)
2. からかうなよ (3:38)
3. Once Only Love (3:39)
4. 好きで生きていたい (3:17)
5. Machiko (3:31)
6. 花売り (5:20)
7. カーテン (4:44)
8. 気にすることはないさ (3:25)
9. Please Look At Me (3:16)
10. 天国の扉 (KNOCK ON THE HEAVEN'S DOOR) (5:02)

- 10 - 作詞・作曲：Bob Dylan、日本語訳詞：SION
- 特記以外 - 作詞・作曲：SION

### True Side
1. サラサラ (5:54)
2. もの悲しい風 (4:59)
3. 気にすることはないさ (3:49)
4. カーテン (4:46)
5. 好きで生きていたい (3:02)
6. こんな大事な夜に (4:03)
7. 記憶の島 (5:16)
8. お前だけ見られたら (5:23)
9. What Makes You So Blue (5:07)
10. まっさかさま (3:28)
11. 花売り (4:33)

- 6 - 作詞：SION・岡本おさみ、作曲：SION
- 特記以外 - 作詞・作曲：SION

## 参加ミュージシャン

### Strange Side
- SION：ボーカル、ギター
- Evan Lurie：ピアノ、オルガン
- Alfredo Pedernera：バンドネオン
- Jill Jafee：ヴァイオリン
- Marc Ribot：ギター、バンジョー
- John Beal：ベース
- 渡部等：マンドリン
- 山口智之：パーカッション

### True Side
- SION：ボーカル、ハーモニカ
- THE NOIS
  - 松田文：ギター
  - 小山秀樹：キーボード
  - 飯塚幾久夫：ベース
  - 小野口直人：ドラム
- 尾崎孝：スティール・ギター
- 山口智之：パーカッション
- 大矢貞男：ヴァイオリン